# Olympische Sommerspiele 2016/Teilnehmer (Paraguay)
| Gelbes Symbol für Goldmedaillen mit stilisierten Olympischen Ringen | Graues Symbol für Silbermedaillen mit stilisierten Olympischen Ringen | Braundes Symbol für Bronzemedaillen mit stilisierten Olympischen Ringen |
| ------------------------------------------------------------------- | --------------------------------------------------------------------- | ----------------------------------------------------------------------- |
| —                                                                   | —                                                                     | —                                                                       |

Paraguay nahm an den Olympischen Spielen 2016 in Rio de Janeiro teil. Es war die insgesamt 12. Teilnahme an Olympischen Sommerspielen. Das Comité Olímpico Paraguayo nominierte elf Athleten in sieben Sportarten.

## Teilnehmer nach Sportarten

### Golf
| Athleten         | Runde 1 | Runde 2 | Runde 3 | Runde 4 | Gesamt | Par | Rang |
| ---------------- | ------- | ------- | ------- | ------- | ------ | --- | ---- |
| Frauen           |         |         |         |         |        |     |      |
| Julieta Granada  | 71      | 69      | 76      | 78      | 294    | +10 | T44  |
| Männer           |         |         |         |         |        |     |      |
| Fabrizio Zanotti | 70      | 74      | 68      | 67      | 279    | −5  | T15  |

### Leichtathletik
Laufen und Gehen 
| Athleten        | Wettbewerb | Runde 1 | Runde 1 | Halbfinale | Halbfinale | Finale    | Finale | Rang |
| Athleten        | Wettbewerb | Zeit    | Rang    | Zeit       | Rang       | Zeit      | Rang   | Rang |
| --------------- | ---------- | ------- | ------- | ---------- | ---------- | --------- | ------ | ---- |
| Frauen          |            |         |         |            |            |           |        |      |
| Carmen Martínez | Marathon   | –       | –       | –          | –          | 2:56:43 h | 115    | 115  |
| Männer          |            |         |         |            |            |           |        |      |
| Derlys Ayala    | Marathon   | –       | –       | –          | –          | 2:39:40 h | 136    | 136  |

### Rudern
| Athleten           | Wettbewerb | Vorlauf     | Vorlauf | Vorlauf       | Hoffnungslauf | Hoffnungslauf | Hoffnungslauf | Viertelfinale | Viertelfinale | Viertelfinale | Halbfinale  | Halbfinale | Halbfinale    | Finale      | Finale | Rang |
| Athleten           | Wettbewerb | Zeit        | Platz   | Qualifikation | Zeit          | Platz         | Qualifikation | Zeit          | Platz         | Qualifikation | Zeit        | Platz      | Qualifikation | Zeit        | Platz  | Rang |
| ------------------ | ---------- | ----------- | ------- | ------------- | ------------- | ------------- | ------------- | ------------- | ------------- | ------------- | ----------- | ---------- | ------------- | ----------- | ------ | ---- |
| Frauen             |            |             |         |               |               |               |               |               |               |               |             |            |               |             |        |      |
| Gabriela Mosqueira | Einer      | 8:27,39 min | 4       | Hoffnungslauf | 7:59,32 min   | 2             | Viertelfinale | 7:54,49 min   | 5             | Halbfinale C  | 8:22,84 min | 5          | D-Finale      | 7:44,62 min | 1      | 19   |
| Männer             |            |             |         |               |               |               |               |               |               |               |             |            |               |             |        |      |
| Arturo Rivarola    | Einer      | 7:29,23 min | 3       | Viertelfinale | –             | –             | –             | 7:17,12 min   | 6             | Halbfinale C  | 7:41,43 min | 6          | D-Finale      | 7:18,34 min | 6      | 24   |

### Schießen
| Athleten        | Wettbewerb | Qualifikation   | Qualifikation | Finale          | Finale        | Ringe/ Scheiben | Rang |
| Athleten        | Wettbewerb | Ringe/ Scheiben | Rang          | Ringe/ Scheiben | Rang          | Ringe/ Scheiben | Rang |
| --------------- | ---------- | --------------- | ------------- | --------------- | ------------- | --------------- | ---- |
| Männer          |            |                 |               |                 |               |                 |      |
| Paulo Reichardt | Doppeltrap | 106             | 22            | ausgeschieden   | ausgeschieden | 106             | 22   |

### Schwimmen
| Athleten      | Wettbewerb     | Vorlauf | Vorlauf | Halbfinale    | Halbfinale    | Finale        | Finale        | Rang |
| Athleten      | Wettbewerb     | Zeit    | Rang    | Zeit          | Rang          | Zeit          | Rang          | Rang |
| ------------- | -------------- | ------- | ------- | ------------- | ------------- | ------------- | ------------- | ---- |
| Frauen        |                |         |         |               |               |               |               |      |
| Karen Riveros | 100 m Freistil | 59,00 s | 39      | ausgeschieden | ausgeschieden | ausgeschieden | ausgeschieden | 39   |
| Männer        |                |         |         |               |               |               |               |      |
| Ben Hockin    | 100 m Freistil | 50,26 s | 44      | ausgeschieden | ausgeschieden | ausgeschieden | ausgeschieden | 44   |

### Tennis
| Athleten             | Wettbewerb | 1. Runde         | 1. Runde | 2. Runde      | 2. Runde      | Achtelfinale  | Achtelfinale  | Viertelfinale | Viertelfinale | Halbfinale    | Halbfinale    | Finale        | Finale        |               |
| Athleten             | Wettbewerb | Gegner           | Ergebnis | Gegner        | Ergebnis      | Gegner        | Ergebnis      | Gegner        | Ergebnis      | Gegner        | Ergebnis      | Gegner        | Ergebnis      |               |
| -------------------- | ---------- | ---------------- | -------- | ------------- | ------------- | ------------- | ------------- | ------------- | ------------- | ------------- | ------------- | ------------- | ------------- | ------------- |
| Frauen               |            |                  |          |               |               |               |               |               |               |               |               |               |               |               |
| Verónica Cepede Royg | Einzel     | Monica Niculescu | 2:6, 3:6 | ausgeschieden | ausgeschieden | ausgeschieden | ausgeschieden | ausgeschieden | ausgeschieden | ausgeschieden | ausgeschieden | ausgeschieden | ausgeschieden | ausgeschieden |

### Tischtennis
| Athleten        | Wettbewerb | Vorrunde     | Vorrunde | 1. Runde    | 1. Runde | 2. Runde      | 2. Runde      | 3. Runde      | 3. Runde      | 4. Runde      | 4. Runde      | Viertelfinale | Viertelfinale | Halbfinale    | Halbfinale    | Finale        | Finale        | Rang          |
| Athleten        | Wettbewerb | Gegner       | Ergebnis | Gegner      | Ergebnis | Gegner        | Ergebnis      | Gegner        | Ergebnis      | Gegner        | Ergebnis      | Gegner        | Ergebnis      | Gegner        | Ergebnis      | Gegner        | Ergebnis      | Rang          |
| --------------- | ---------- | ------------ | -------- | ----------- | -------- | ------------- | ------------- | ------------- | ------------- | ------------- | ------------- | ------------- | ------------- | ------------- | ------------- | ------------- | ------------- | ------------- |
| Männer          |            |              |          |             |          |               |               |               |               |               |               |               |               |               |               |               |               |               |
| Marcelo Aguirre | Einzel     | David Powell | 4:0      | Jakub Dyjas | 0:4      | ausgeschieden | ausgeschieden | ausgeschieden | ausgeschieden | ausgeschieden | ausgeschieden | ausgeschieden | ausgeschieden | ausgeschieden | ausgeschieden | ausgeschieden | ausgeschieden | ausgeschieden |